# Sonja Edström
Sonja Viola Edström-Ruthström (Luleå, 18 novembre 1930 – Luleå, 15 ottobre 2020) è stata una fondista svedese.

## Palmarès

### Olimpiadi invernali
- Oro a Squaw Valley 1960 nella staffetta 3x5 km.
- Bronzo a Cortina d'Ampezzo 1956 nella staffetta 3x5 km.
- Bronzo a Cortina d'Ampezzo 1956 nei 10 km.

### Mondiali
- Bronzo a Falun 1954 nella staffetta 3x5 km.
- Bronzo a Lahti 1958 nella staffetta 3x5 km.